# Westervelde
Westervelde (Drents: Westervèle) is een esdorp in de gemeente Noordenveld, in de Nederlandse provincie Drenthe. Het is gelegen ongeveer 1,5 km ten zuidwesten van Norg. In 2023 woonden er 175 mensen in Westervelde.

## Historie
Westervelde werd reeds genoemd in 1486. Rond 1800 was Westervelde het grootste dorp van kerspel Norg. In Westervelde stond het gemeentehuis van de gemeente Norg, tevens de residentie van de familie Tonckens. Meerdere leden van dit geslacht waren burgemeester van Norg. Het gemeentehuis, gelegen aan de Hoofdweg is nog steeds in het bezit van de familie Tonckens. Tot 1998 maakte Westervelde deel uit van de gemeente Norg. In dat jaar ging Westervelde op in de heringedeelde gemeente Noordenveld.
Vlak bij Westervelde liggen het hunebed D2 en het Norgerholt, een van de oudste bossen in Nederland.

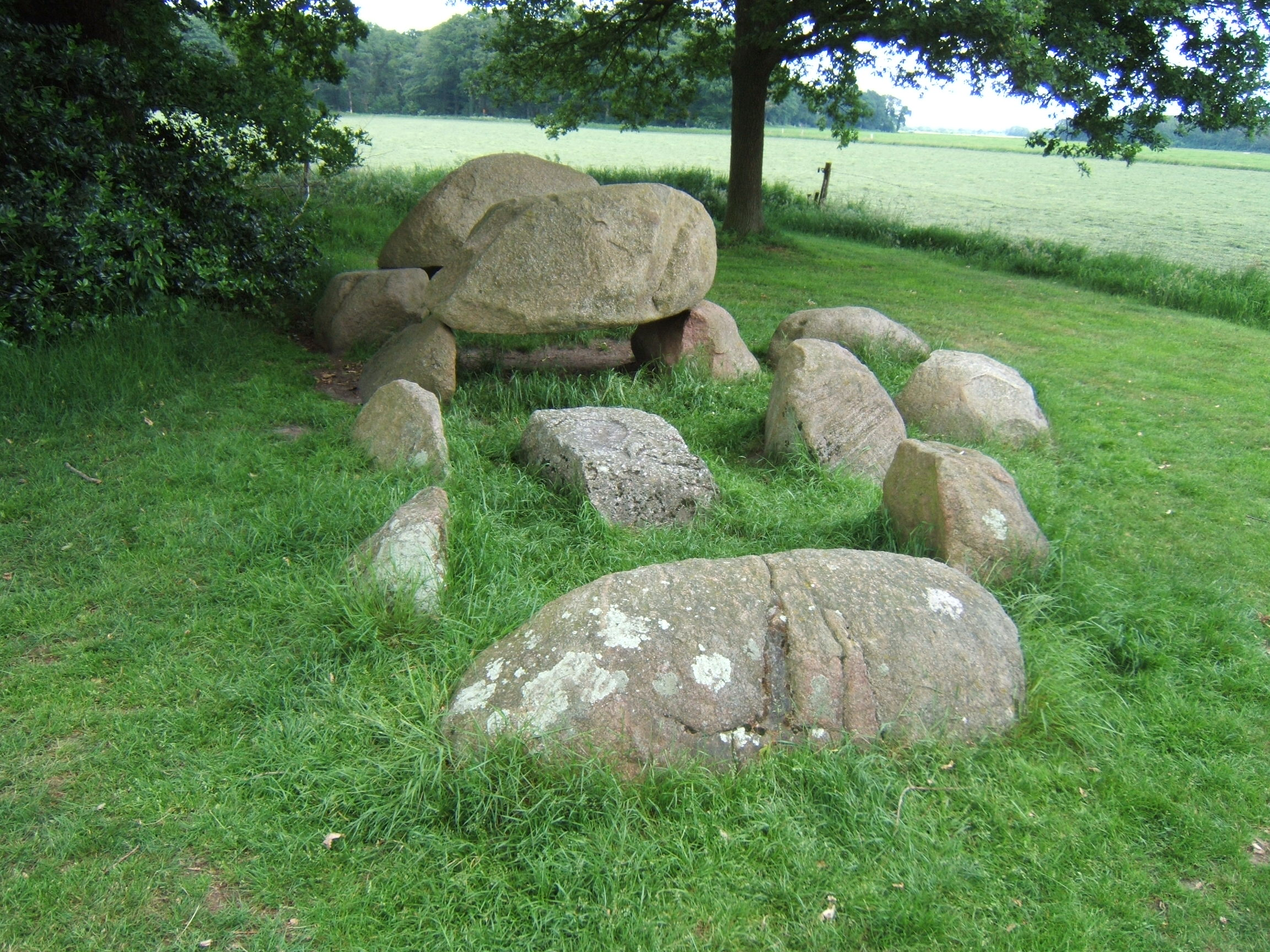
Hunebed D2 in Westervelde

## Monumenten
Een deel van Westervelde is een beschermd dorpsgezicht. Verder zijn er in het dorp verschillende rijksmonumenten waaronder het Huis te Westervelde.

## Geboren
- Michiel Adams (1973), voetballer

Hoofdplaats: Roden

Overige plaatsen: Allardsoog (deels) · Altena · Alteveer · Amerika · Boerlaan · Een · Een-West · De Streek · Foxwolde · Huis ter Heide · Klunderveen · Langelo · Lieveren · Leutingewolde · Matsloot · Nietap · Nieuw-Roden · Norg · Norgervaart (deels) · Oostindië (deels) · Peest · Peize · Peizermade · Peizerwold · De Pol · Roderesch · Roderwolde · Sandebuur · Steenbergen · Terheijl · Veenhuizen · Westervelde · Zuidvelde

Drenthe: Steden en dorpen      Nederland: Provincies · Gemeenten